# Nicolò Guarco
Nicolò Guarco (Cesino, 1325 – Lerici, 1385) fu l'8º doge della Repubblica di Genova.

## Biografia

### Primi anni
Nicolò Guarco (in latino: Nicolaus de Guaret) nacque intorno al 1325 da Montanaro Guarco, presumibilmente a Cesino, frazione di Genova situata nell'alta val Polcevera, ove la famiglia si era trasferita nel XII secolo, costruendovi un solido patrimonio immobiliare e commerciale legato alle attività delle ferriere e dei mulini che permise loro una rapida ascesa nella politica della Repubblica in seno alla fazione ghibellina. La famiglia Guarco, citata in alcuni documenti anche come Goarco o Gualco, sarebbe originaria di Parodi Ligure nell'Oltregiogo nei pressi di Gavi. Altri genealogisti postulano l'origine della sua famiglia relazionata  a "una nobile casata Guaraco che, già nel XII secolo, era ricordata tra le prime di Genova”.
Forse di professione mercante come il padre, il nome di Nicolò Guarco comparve tra gli ambasciatori della repubblica inviati, nel 1351, alla corte francese di Giovanni II di Francia per il suo insediamento reale. Legato alla figura del doge Simone Boccanegra, fece parte dal 1356 dei dodici consiglieri anziani, ma anche con il successivo doge Gabriele Adorno mantenne inizialmente ottimi rapporti se quest'ultimo lo volle come vicario della città di Chiavari (1365), ancora consigliere anziano (1367) e tra i componenti della magistratura alla conservazione e manutenzione del molo e del porto di Genova.
Successivamente il nome di Nicolò Guarco scomparve temporaneamente dagli incarichi pubblici e solo con la nuova nomina a doge di Domenico Fregoso, nel 1370, fece nuovamente parte di alcuni compiti di stato quali ambasciatore in Portogallo (1371), sindacatore e, nel 1372, tra gli uomini inviati nel borgo di Roccatagliata (odierna frazione di Neirone, nella val Fontanabuona) per il recupero militare del locale castello occupato dai Fieschi. Il successo di quest'ultima impresa rinforzò la sua posizione politica nel capoluogo genovese tanto che, ricoperta ancora una volta la carica di membro anziano nel 1375, fu più volte revisore e controllore degli Uffici di provvisione e di abbondanza. Componente della società che finanziò la spedizione genovese per la conquista di Cipro, Nicolò Guarco fu proprio governatore comunale di Famagosta dopo la cessione del re Pietro II di Cipro. Ancora nello stesso anno venne inviato ad Avignone alla corte papale di Gregorio XI per invitare quest'ultimo a Genova durante il passaggio per Roma.
Terminati i rapporti benevoli con il doge Fregoso, nel 1378 approfittò degli eventi di rivolta popolare contro il potere dello stato genovese, fomentando la "piazza" assieme ad Antoniotto Adorno, entrando a palazzo Ducale per allontanare con la forza il doge Domenico Fregoso. Nel caos più generale si autonominò doge lo stesso Adorno il 18 giugno che però abdicò la sera stessa (su consiglio dei suoi stessi amici e visto il parere sfavorevole dei capi partito popolare) in favore di Nicolò Guarco che divenne quindi l'ottavo a ricoprire questa massima carica.

### Il dogato

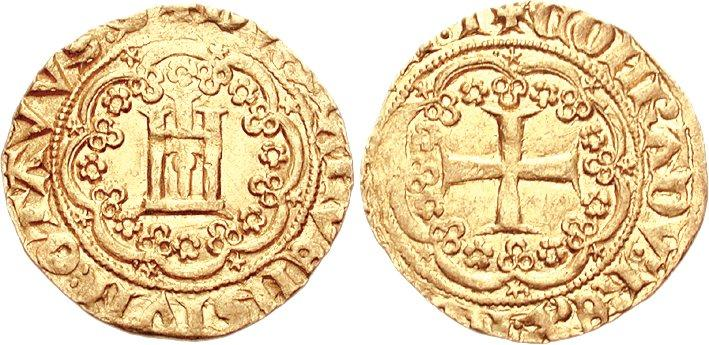
Genovino del doge Nicolò Guarco del 1378

Tra i suoi primi atti del mandato cercò subito una riappacificazione degli animi interni della politica genovese e del popolo stesso, bandendo da Genova gli esponenti della famiglia Fregoso, in vista di una sempre più probabile guerra politica e commerciale con la Repubblica di Venezia. Preferì inoltre, tra le primissime decisioni, di affidare sbrigativamente la gestione della Corsica - importantissima colonia della repubblica, ma allo stesso tempo "spina nel fianco" per i suoi sempre vivi movimenti indipendentistici - a diversi imprenditori genovesi (la cosiddetta "maona") adottando, tra l'altro, una scelta già condivisa dal suo predecessore Domenico Fregoso.
Ancora tentò un recupero dei rapporti fra le principali e nobili famiglie genovesi fuoriuscite da Genova per aperti contrasti con i dogati dei predecessori. Tra questi diversi esponenti degli Spinola, dei Fieschi, dei Doria e dei Grimaldi che - con la convenzione del 22 settembre 1378 - furono riammessi nei pubblici uffici del Comune e autorizzati nel poter ricoprire, a turno, due dei sei seggi spettanti al Consiglio dei dodici anziani; quest'ultima formula rimarrà invariata fino alla celebre riforma istituzionale attuata da Andrea Doria nel 1528. Analoga iniziativa di "pace nobiliare" venne attuata con i marchesi Del Carretto che nel 1379 restituiranno a Genova i territori occupati di Noli ed Albenga, nel savonese.
Nel 1379 dovette affrontare le angherie e assalti della Compagnia della Stella che, al comando di Astorre Manfredi, mise a soqquadro diversi centri della val Polcevera. Inizialmente si cercò una "mediazione" con la donazione di 10.000 fiorini (che fu accettata) finché la compagnia, su istigazione dei Veneziani, non fece il suo ritorno stanziandosi nel levante di Genova (presso l'odierno quartiere di Albaro) pronta a nuovi assalti. Ora forte delle milizie degli Spinola e dei Fieschi, il doge incaricò un esercito guidato dal fratello Isnarco Guarco di sbaragliare l'accampamento dei mercenari, atto che fu vittoriosamente compiuto il 24 settembre 1379.
Durante il suo dogato si concluse la guerra di Chioggia con la Serenissima di Venezia - con la pace di Torino del 1381 - tregua che rimarrà nel futuro sempre in bilico e che, tra altre scelte dello stesso doge Guarco (nuove imposte e gabelle comprese), porteranno dal marzo 1383 ai primi tumulti del popolo. Inizialmente stroncati e soffocati, il doge Nicolò Guarco non poté difendersi dalle sempre crescenti accuse di cospirare con la nobiltà ai danni del popolo genovese, e vani furono i successivi provvedimenti quali l'eliminazione delle tasse o il troncamento di ogni rapporto con i nobili di palazzo e del Consiglio. Questo anzi gli provocò l'isolamento politico. Ritornati a Genova i Fregoso e gli Adorno - richiamati a gran furore dal popolo stesso - si attuò una nuova sommossa a palazzo che costrinse poi il 7 aprile 1383 all'abdicazione.

### Gli ultimi anni
Via nave riuscì a raggiungere assieme al figlio Antonio Guarco (futuro doge) il Marchesato di Finale dei Del Carretto, mentre altri componenti della famiglia Guarco trovarono rifugio nella valle natia. Grazie all'intercessione del doge Leonardo Montaldo, nei primi mesi del 1384 Nicolò Guarco poté far ritorno a Genova, salvo poi fare uno spedito dietrofront verso Finale Ligure alla morte di Montaldo per peste (14 giugno 1384) e, soprattutto, con la nuova nomina a doge di Antoniotto Adorno.
Tornato nel Finale trovò però il tradimento del marchese Del Carretto che, per rimediare ad uno scontro di diritti feudali in valle Arroscia con lo stesso doge in carica, preferì consegnare Nicolò Guarco ai soldati genovesi che lo condurranno da prigioniero, il 12 giugno, presso il castello di Lerici nello spezzino. E proprio nel borgo lericino l'ex doge trovò la morte nell'estate del 1384 o molto più probabilmente nel 1385.
Dal matrimonio con Linò Onza ebbe vari figli, tra i quali si ricordano Antonio (doge nel 1394), Isnardo (doge nel 1436), Gaspare, Domenico, Benedetta (sposa di Battista Boccanegra).
Sembra ormai accertato che nel 1382 Eleonora d'Arborea, sovrana del Giudicato di Arborea, abbia elargito un prestito di 4000 fiorini d'oro a Nicolò Guarco e che questi da parte sua s'impegnasse a restituire la somma nel termine di dieci anni; in caso contrario, avrebbe pagato il doppio. Accessoriamente fu sottoscritta la condizione che, se nel frattempo fosse pervenuto alla pubertà Federico (figlio di Eleonora), la figlia del doge Bianchina avrebbe dovuto sposarlo e, nel caso che tale matrimonio non si fosse potuto celebrare (per causa di morte o altro caso fortuito), l'atto sarebbe diventato nullo.